# Il Seminario Musicale
Pour les articles homonymes, voir Seminario.
L’ensemble Il Seminario Musicale a été fondé en 1985 par Gérard Lesne, contre-ténor et directeur musical. Il est reconnu aujourd’hui comme l’un des principaux ensembles de musique baroque français. De 1990 à 2009, l’ensemble était en résidence à la Fondation de l’abbaye de Royaumont. Depuis janvier 2010, Il Seminario Musicale est en résidence à Rueil-Malmaison (Hauts-de-Seine).

## Répertoire et composition
Depuis sa création, il s’est composé du fleuron des musiciens baroques français et étrangers : ainsi, Marc Minkowski, Fabio Biondi, Blandine Rannou, Florence Malgoire, Bruno Cocset, Patrick Cohen-Akénine, Benjamin Perrot, Anne-Marie Lasla ou Violaine Cochard ont tous participé ou participent encore aujourd’hui au projet artistique et à l’excellence musicale de l’ensemble.
Le répertoire d’Il Seminario Musicale s’élabore principalement autour d’œuvres de compositeurs baroques français, italien, anglais ou germanique, de Monteverdi à Vivaldi et Pergolese, en passant par Charpentier, Dowland, Purcell, Couperin et Bach. Son travail exigeant en matière de recherches musicologiques, en partenariat étroit avec le Centre de Musique Baroque de Versailles (CMBV), lui permet de conjuguer un répertoire fait d’œuvres maîtresses du répertoire à d’autres pièces de compositeurs trop vite oubliés tels Antonio Caldara ou Alessandro Stradella. Une prédilection pour le répertoire lyrique invite naturellement le Seminario à explorer les voies de l’opéra en version scénique ou concert, de la sérénade italienne, de l’oratorio, de la musique sacrée et profane en général.
L’ensemble s’est produit sur les plus belles scènes du monde, des États-Unis au Japon en passant par la Russie et l’Europe. Les plus importants festivals (Sablé, Ambronay, Utrecht, Chaise-Dieu, Festival d’Aix-en-Provence, Zaragoza, Boston Early Music Festival, La Folle Journée de Nantes, etc.) et maisons de concert (Concertgebouw d’Amsterdam, Musikverein à Wien, Théâtre du Châtelet, Théâtre des Champs-Élysées, Cité de la Musique à Paris, Bozar à Bruxelles, Barbican à Londres, etc.) ont déjà accueilli Il Seminario musicale.
Notamment chez EMI-Virgin et chez Naïve, l’ensemble a réalisé près d'une trentaine d’enregistrements tous salués par la critique internationale. Retenons le Prix de l’Académie Charles Cros pour son enregistrement du Stabat Mater de Vivaldi, ainsi que trois Victoires de la Musique Classique, dans la catégorie « Meilleur enregistrement de l’année ». Il a également obtenu le Premio Internazionale del disco A. Vivaldi per la Musica Antica Italiana par la Fondation Giorgio Cini de Venise, et de nombreux Diapasons d'or comme de « chocs » du Monde de la Musique, des « ƒƒƒƒ » de Télérama, des Gramophone Awards, etc.
Il Seminario Musicale a été en résidence à la Fondation Royaumont de l’Abbaye de Royaumont (dans le Val d’Oise) de 1990 à 2009 ; depuis 2010 il est en résidence à Rueil-Malmaison (Hauts-de-Seine)
L'ensemble est subventionné par le Ministère de la culture et de la Communication - DRAC Île-de-France au titre de l’aide aux ensembles conventionnés. Il est par ailleurs membre de la Fédération des ensembles vocaux et instrumentaux spécialisés (FEVIS).

## Discographie
- Famille Bach, Arias et cantates, Gérard Lesne - Naïve E8873
- Giovanni Battista Bononcini - Amarilli, Cantates et Sonates, Gérard Lesne - Virgin Classics 5450002
- Sébastien de Brossard - Leçons et motet pour l'Office des Morts Véronique Gens, Gérard Lesne - Virgin Classics 5452712
- Antonio Caldara - Medea, Cantates et Sonates, Gérard Lesne - Virgin Classics 7590582
- Marc-Antoine Charpentier - Leçons de ténèbres - Office du Mercredi Saint, H.120, H.138, H.141, H.117, H.131, H.126, Miserere H.173 - Virgin Classics, CD 5451072 (1995).
- Marc-Antoine Charpentier - Leçons de Ténèbres - Office du Jeudi Saint, H.121, H.139, H.136, H.144, H.128, H.528, H.510, H.521 - C. Greuillet, C. Pelon, G. Lesne, C. Purves et S. Piau, G. Lesne, I. Honeyman, Peter Harvey - Virgin Classics, CD 5450752 (1995)
- Marc-Antoine Charpentier - Leçons de Ténèbres - Office du Vendredi Saint, H.105, H.95, H.140, H.133, H.130, H.99, H.100, Agnès Mellon, G. Lesne, I. Honeyman, J. Bona  - Virgin Classics, CD 7592952 (1993)
- Marc-Antoine Charpentier - Trois histoires sacrées, Mors Saülis et Jonathae H.403, Sacrificium Abrahae, H.402, In Circumcisione Domini Dialogus inter Angelum et pastores, H.406, M. L. Duthoit, J. Azzaretti, G. Lesne, B. Clee, J . F. Novelli, N. Bauchau, R. Nédélec, R. Spogis Naïve, CD E 8821 (2000)
- Marc-Antoine Charpentier : Orphée descendant aux enfers H.471, Epitaphium Carpentarii H.474, douze Airs sérieux et à boire, Tristes déserts H.469, H.467, H.455, H.445, H.463, H.456, .461, H.450, H.446, H.470, H.448, H.466, et les Stances du Cid H.457 H.458 H.459,  G. Lesne haute-contre et direction, Cyril Auvity, Edwin-Crossley Mercer, Il Seminario Musicale. CD Zig-Zag territoires (2007)
- Louis-Nicolas Clérambault, Motets à trois voix, Gérard Lesne, Mark Padmore, Josep Ramon-Monzo - Virgin Classics
- Courbois, Clérambault, Bernier, Cantates pour haute-contre, Gérard Lesne - Virgin Classics
- François Couperin - L'Office des Ténèbres du Mercredi Saint, G. Lesne, S. Dugardin, M. Bothwell, J. Cabré - Harmonic Records H/CD 9140
- Baldassare Galuppi - Motets à une et trois voix, Véronique Gens, Gérard Lesne, Peter Harvey - VIRGIN Classics 545030
- Georg Friedrich Haendel - Lucrezia, Cantates et Sonates, Gérard Lesne - Virgin Classics 7590592
- Johann Adolph Hasse -  I Pellegrini al Sepolcro di Nostro Signore, Rachel Elliott, V. Gabail, G. Lesne, M. Chance, P. Harvey - VirginClassics
- Niccolò Jommelli - Lamentations de Jérémie du Mercredi Saint, Véronique Gens, Gérard Lesne, Christophe Rousset - Virgin Classics 5452022
- Claudio Monteverdi - Motets pour 1, 2 et 3 voix, B.Lesne, G. Lesne, J. Benet, J.  Cabré - Virgin Classics 7596022
- Giovanni Battista Pergolesi - Stabat Mater et Salve Regina, Véronique Gens, Gérard Lesne - Virgin Classics 5452912
- Henry Purcell - O Solitude - Songs, Gérard Lesne, Il Seminario Musicale - Naïve E 8882
- Alessandro Scarlatti, Motets à voix seule et Salve Regina à 2 voix, Véronique Gens, Gérard Lesne, Fabio Biondi - Virgin Classics 5451032
- Alessandro Scarlatti, Cantates à 1 et 2 voix, Sandrine Piau, Gérard Lesne, Fabio Biondi - Virgin Classics 5451262
- Alessandro Scarlatti, Il Sedecia, re di Gerusalemme - Gérard Lesne (Sedecia) ; Virginie Pochon (Anna) ; Philippe Jaroussky (Ismaele) ; Peter Harvey (Nabucco) ; Mark Padmore (Nadabbe) ; Il Seminario Musicale (2-6 novembre 1999, 2CD Virgin 5 45452 2 / Warner)[1]
- Alessandro Scarlatti, Motets à deux et trois voix, Sandrine Piau, Gérard Lesne, Jean-François Novelli - Virgin Classics
- Alessandro Stradella, Motets à une et deux voix, Sandrine Piau, Gérard Lesne - Virgin Classics 5451752
- Antonio Vivaldi - Cantate Italiane e Sonate, Gérard Lesne, Fabio Biondi - Adda MU 750
- Antonio Vivaldi, Stabat Mater, Nisi Dominus, Gérard Lesne - Harmonic Records H/CD 8720
- Antonio Vivaldi, Salve Regina RV 616 et RV 618, Gérard Lesne, Fabio Biondi - Virgin Classics 7592322
- Ombra Mai fu - Ses plus beaux enregistrements, Gérard Lesne - Virgin Classics 5441792

## Sources
- Présentation sur le site du magazine Goldberg
- Site de l'ensemble Il Seminario Musicale